# Uchiko, Ehime
Uchiko (内子町 Uchiko-chō) là thị trấn thuộc huyện Kita, tỉnh Ehime, Nhật Bản. Tính đến ngày 1 tháng 10 năm 2020, dân số ước tính thị trấn là 15.322 người và mật độ dân số là 51 người/km2. Tổng diện tích thị trấn là 299,4 km2.

## Địa lý

### Đô thị lân cận
- Ehime
  - Ōzu
  - Seiyo
  - Iyo
  - Kumakōgen
  - Tobe